# Phạm Minh Chính
Phạm Minh Chính (Thanh Hoa, 10 de dezembro de 1958) é um político vietnamita e atual primeiro-ministro de seu país desde 5 de abril de 2021.

## Biografia
Phạm Minh Chính nasceu em 10 de dezembro de 1958, na comuna de Hoa Lộc, distrito de Hậu Lộc, província de Thanh Hóa, no então Vietnã do Norte. Em 1975, estudou na Hanoi University of Foreign Studies, hoje Hanoi University. Em 1976, ele foi enviado para a República Socialista da Romênia para estudar na Universidade Técnica de Engenharia Civil de Bucareste. Ele foi aceito para ingressar no Partido Comunista do Vietnã em 25 de dezembro de 1986, tornando-se oficialmente membro deste partido em 25 de dezembro de 1987.
É um dos líderes do Partido Comunista do Vietnã, General das Forças de Segurança Pública do Povo. Ele é atualmente membro do Politburo do Comitê Central do Partido Comunista do Vietnã, Termo XIII, Chefe da Comissão Organizadora, Chefe do Comitê para a Proteção Política Interna do Partido Comunista Central do Vietnã, Membro da sessão da Assembleia Nacional do Vietnã XIV. Ele é membro do Politburo por mandato XII, anteriormente Secretariado do Partido Comunista do Vietnã, Sessão XII, Diretor Adjunto da Comissão Organizadora; Secretário do Comitê Provincial do Partido da província de Quang Ninh; Vice-Ministro da Segurança Pública, Diretor Geral do Departamento Geral de Logística e Tecnologia, Ministério da Segurança Pública, Ministério da Segurança Pública; Vice-Diretor-Geral do Departamento Geral de Inteligência.

## Carreira política
- De janeiro de 1985 a agosto de 1987: Oficial de Inteligência no Departamento de Inteligência do Departamento Geral de Segurança, Ministério de Segurança Pública;
- De agosto de 1987 a janeiro de 1989: Oficial de Inteligência da Unidade de Inteligência na região Sul no Departamento de Inteligência do Departamento Geral de Segurança do Ministério da Segurança Pública;
- De janeiro de 1989 a janeiro de 1990: Oficial de Inteligência da Unidade de Inteligência na região Sul sob o Departamento Geral de Inteligência, Ministério de Segurança Pública;
- De janeiro de 1990 a março de 1991: Oficial de inteligência no Departamento da Europa e América sob o Departamento Geral de Inteligência, Ministério da Segurança Pública;
- De março de 1991 a novembro de 1994: Oficial do Ministério das Relações Exteriores, 3º Secretário e, em seguida, 2º Secretário na Embaixada do Vietnã na Romênia;
- De novembro de 1994 a maio de 1999: Oficial de Inteligência, Chefe Adjunto do Departamento da Europa no Departamento Geral de Inteligência, Ministério da Segurança Pública e Funcionários do Secretariado para líderes de ministério do Ministério da Segurança Pública;
- De maio de 1999 a maio de 2006: Diretor Adjunto, Diretor Interino e depois Diretor do Departamento de Tecnologia Econômica e Científica e Inteligência Ambiental, Departamento Geral de Inteligência, Ministério da Segurança Pública;
- De maio de 2006 a dezembro de 2009: Diretor Geral Adjunto do Departamento Geral de Inteligência, encarregado da inteligência econômica-ciência-tecnologia-meio ambiente, Ministério da Segurança Pública;
- De dezembro de 2009 a agosto de 2010: Diretor Geral Adjunto e depois Diretor Geral, Departamento Geral de Logística-Engenharia, Ministério da Segurança Pública;
- De agosto de 2010 a agosto de 2011, foi membro do Comitê Central do Partido da Segurança Pública e Vice-Ministro de Segurança Pública responsável pela logística-engenharia, finanças, ciência, tecnologia, meio ambiente, Ministério da Segurança Pública. Ele também foi eleito membro do Comitê Central do Partido no 11º Congresso Nacional do Partido;
- De agosto de 2011 a fevereiro de 2015, ele foi membro do 11º Comitê Central do Partido, secretário do Comitê Provincial do Partido de Quang Ninh e do Comitê Provincial do Partido Militar de Quang Ninh, e membro do Comitê do Partido da Zona Militar 3, Ministério do Nacional Defesa;
- De fevereiro de 2015 a janeiro de 2016, ele foi membro do Comitê Central do Partido e vice-chefe da Comissão de Organização do Comitê Central do Partido. Ele também foi eleito para o Comitê Central do Partido no 12º Congresso Nacional do Partido e eleito membro do Politburo no primeiro plenário do 12º Comitê Central do Partido;
- De fevereiro de 2016 a abril de 2021, ele foi membro do Politburo, membro do Secretariado do Comitê Central do Partido, Presidente da Comissão de Organização do 12º Comitê Central do Partido, Chefe da Subcomissão do 12º Comitê Central do Partido para Segurança Política Interna, um membro do Comitê de Direção Central para Anticorrupção, deputado à 14ª Assembleia Nacional e foi Presidente do Grupo de Parlamentares da Amizade Vietnã-Japão. Ele também foi eleito para o Comitê Central do Partido no 13º Congresso Nacional do Partido e eleito para o Politburo no primeiro plenário do 13º Comitê Central do Partido.

Em 5 de abril de 2021, foi eleito primeiro-ministro do Vietnã na 11ª sessão de trabalho da 14ª Assembleia Nacional.